# Spaans voetbalelftal (vrouwen)
Het Spaanse vrouwenvoetbalelftal is een voetbalteam dat uitkomt voor Spanje bij internationale wedstrijden zoals het Europees kampioenschap en het wereldkampioenschap.

## Jaren 2020 - "gouden generatie"
Spanje kwalificeerde zich ongeslagen voor het Europees kampioenschap voetbal vrouwen 2022 met wat het sterkste Spaanse team ooit in de geschiedenis genoemd werd en behoorde tot de kanshebbers voor de Europese titel. Vlak voordat het toernooi begon, vielen echter Jennifer Hermoso en Alexia Putellas uit vanwege blessures. Zonder de twee sterkhouders in de ploeg presteerde Spanje niet naar volle verwachting in het toernooi en werd uitgeschakeld in de kwartfinales.

### Las 15: spelersgeschil 2022-2023
In september 2022 stuurden vijftien speelsters een e-mail waarin ze meldden niet meer voor het nationale team te willen spelen. Zeven speelsters die de brief niet ondertekenden, beweerden dat ze door hun club, Real Madrid, onder druk waren gezet om dit niet te doen, een bewering die de club ontkende. De klachten van de speelsters waren onder meer de slechte kwaliteit van de training onder Vilda en zijn staf in vergelijking met hun clubomgeving, een gebrek aan tactische voorbereiding op wedstrijden en claims van een controlerende omgeving waarin spelers vaak werden ondervraagd over hun verblijfplaats en winkelaankopen. In april 2023 gingen een aantal speelsters in gesprek met de federatie. Uiteindelijk keerden Aitana Bonmatí, Ona Batlle en Mariona Caldentey, drie van de 15 speelsters terug naar de nationale ploeg in de voorbereiding van het WK 2023.

### Ophef na de titel op het wereldkampioenschap 2023
Op 20 augustus 2023 werd Spanje voor de eerste maal wereldkampioen na een 1-0 zege in de finale tegen Europees kampioen Engeland.
Tijdens de trofeeceremonie kuste Luis Rubiales, voorzitter van de Spaanse voetbalbond (RFEF), de Spaanse speelster Jennifer Hermoso op de lippen zonder haar toestemming. Ondanks de vele kritieken kondigde Rubiales op 25 augustus aan geen ontslag te nemen als voorzitter. Vijf dagen na het winnen van het WK kondigden 81 spelers (inclusief het wk-team) aan dat ze zouden weigeren voor Spanje te spelen indien Rubiales als voorzitter aanbleef. Een dag later werd Rubiales door de FIFA voor 90 dagen geschorst.

## Prestaties op eindronden

### Wereldkampioenschap
| Jaar   | Resultaat           | Wed                 | W                   | G                   | V                   | DV                  | DT                  |
| ------ | ------------------- | ------------------- | ------------------- | ------------------- | ------------------- | ------------------- | ------------------- |
| 1991   | Niet gekwalificeerd | Niet gekwalificeerd | Niet gekwalificeerd | Niet gekwalificeerd | Niet gekwalificeerd | Niet gekwalificeerd | Niet gekwalificeerd |
| 1995   | Niet gekwalificeerd | Niet gekwalificeerd | Niet gekwalificeerd | Niet gekwalificeerd | Niet gekwalificeerd | Niet gekwalificeerd | Niet gekwalificeerd |
| 1999   | Niet gekwalificeerd | Niet gekwalificeerd | Niet gekwalificeerd | Niet gekwalificeerd | Niet gekwalificeerd | Niet gekwalificeerd | Niet gekwalificeerd |
| 2003   | Niet gekwalificeerd | Niet gekwalificeerd | Niet gekwalificeerd | Niet gekwalificeerd | Niet gekwalificeerd | Niet gekwalificeerd | Niet gekwalificeerd |
| 2007   | Niet gekwalificeerd | Niet gekwalificeerd | Niet gekwalificeerd | Niet gekwalificeerd | Niet gekwalificeerd | Niet gekwalificeerd | Niet gekwalificeerd |
| 2011   | Niet gekwalificeerd | Niet gekwalificeerd | Niet gekwalificeerd | Niet gekwalificeerd | Niet gekwalificeerd | Niet gekwalificeerd | Niet gekwalificeerd |
| 2015   | Eerste ronde        | 3                   | 0                   | 1                   | 2                   | 2                   | 4                   |
| 2019   | Achtste finale      | 4                   | 1                   | 1                   | 2                   | 4                   | 4                   |
| / 2023 | Kampioen            | 7                   | 6                   | 0                   | 1                   | 18                  | 7                   |
| Totaal | 3/9                 | 14                  | 7                   | 2                   | 5                   | 24                  | 15                  |

### Europees kampioenschap
| Jaar   | Resultaat                         | Wed                               | W                                 | G                                 | V                                 | DV                                | DT                                |
| ------ | --------------------------------- | --------------------------------- | --------------------------------- | --------------------------------- | --------------------------------- | --------------------------------- | --------------------------------- |
| 1984   | Niet deelgenomen aan kwalificatie | Niet deelgenomen aan kwalificatie | Niet deelgenomen aan kwalificatie | Niet deelgenomen aan kwalificatie | Niet deelgenomen aan kwalificatie | Niet deelgenomen aan kwalificatie | Niet deelgenomen aan kwalificatie |
| 1987   | Niet gekwalificeerd               | Niet gekwalificeerd               | Niet gekwalificeerd               | Niet gekwalificeerd               | Niet gekwalificeerd               | Niet gekwalificeerd               | Niet gekwalificeerd               |
| 1989   | Niet gekwalificeerd               | Niet gekwalificeerd               | Niet gekwalificeerd               | Niet gekwalificeerd               | Niet gekwalificeerd               | Niet gekwalificeerd               | Niet gekwalificeerd               |
| 1991   | Niet gekwalificeerd               | Niet gekwalificeerd               | Niet gekwalificeerd               | Niet gekwalificeerd               | Niet gekwalificeerd               | Niet gekwalificeerd               | Niet gekwalificeerd               |
| 1993   | Niet gekwalificeerd               | Niet gekwalificeerd               | Niet gekwalificeerd               | Niet gekwalificeerd               | Niet gekwalificeerd               | Niet gekwalificeerd               | Niet gekwalificeerd               |
| 1995   | Niet gekwalificeerd               | Niet gekwalificeerd               | Niet gekwalificeerd               | Niet gekwalificeerd               | Niet gekwalificeerd               | Niet gekwalificeerd               | Niet gekwalificeerd               |
| 1997   | Halve finale                      | 4                                 | 1                                 | 1                                 | 2                                 | 3                                 | 4                                 |
| 2001   | Niet gekwalificeerd               | Niet gekwalificeerd               | Niet gekwalificeerd               | Niet gekwalificeerd               | Niet gekwalificeerd               | Niet gekwalificeerd               | Niet gekwalificeerd               |
| 2005   | Niet gekwalificeerd               | Niet gekwalificeerd               | Niet gekwalificeerd               | Niet gekwalificeerd               | Niet gekwalificeerd               | Niet gekwalificeerd               | Niet gekwalificeerd               |
| 2009   | Niet gekwalificeerd               | Niet gekwalificeerd               | Niet gekwalificeerd               | Niet gekwalificeerd               | Niet gekwalificeerd               | Niet gekwalificeerd               | Niet gekwalificeerd               |
| 2013   | Kwartfinale                       | 4                                 | 1                                 | 1                                 | 2                                 | 5                                 | 7                                 |
| 2017   | Kwartfinale                       | 4                                 | 1                                 | 1                                 | 2                                 | 2                                 | 3                                 |
| 2022   | Kwartfinale                       | 4                                 | 2                                 | 0                                 | 2                                 | 7                                 | 5                                 |
| 2025   | Tweede                            | 6                                 | 5                                 | 1                                 | 0                                 | 18                                | 4                                 |
| Totaal | 5/14                              | 22                                | 10                                | 4                                 | 8                                 | 34                                | 23                                |

## Selectie

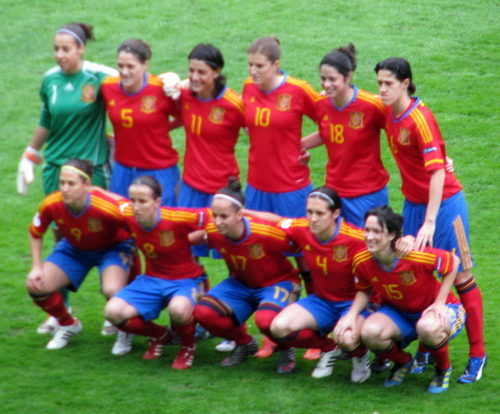
Spaans elftal in 2012 met Ainhoa Tirapu, Ruth García, Sandra Vilanova, Adriana Martin, Marta Torrejón, Miriam Dieguez (boven), Verónica Boquete, Sonia Bermúdez, Marta Corredera, Melisa Nicolau en Silvia Meseguer (onder).

### Huidige selectie
De volgende 23 speelsters werden in juli 2023 opgeroepen voor het wereldkampioenschap voetbal vrouwen 2023 in Australië en Nieuw-Zeeland.
| №                       | Naam                   | Wed. | Dlpnt. | Club            |
| ----------------------- | ---------------------- | ---- | ------ | --------------- |
| Doel                    |                        |      |        |                 |
| 1                       | María Isabel Rodríguez | 17   | 0      | Real Madrid     |
| 13                      | Enith Salón            | 2    | 0      | Valencia        |
| 23                      | Catalina Coll          | 4    | 0      | Barcelona       |
| Verdediging             |                        |      |        |                 |
| 2                       | Ona Batlle             | 37   | 0      | Barcelona       |
| 4                       | Irene Paredes          | 97   | 11     | Barcelona       |
| 5                       | Ivana Andrés           | 51   | 0      | Real Madrid     |
| 12                      | Oihane Hernández       | 14   | 0      | Real Madrid     |
| 14                      | Laia Codina            | 9    | 2      | Barcelona       |
| 19                      | Olga Carmona           | 30   | 3      | Real Madrid     |
| 20                      | Rocío Gálvez           | 11   | 0      | Real Madrid     |
| Middenveld              |                        |      |        |                 |
| 3                       | Teresa Abelleira       | 22   | 2      | Real Madrid     |
| 6                       | Aitana Bonmatí         | 54   | 19     | Barcelona       |
| 7                       | Irene Guerrero         | 25   | 5      | Atlético Madrid |
| 11                      | Alèxia Putellas        | 109  | 28     | Barcelona       |
| 16                      | María Pérez            | 5    | 0      | Barcelona       |
| 21                      | Claudia Zornoza        | 13   | 0      | Real Madrid     |
| Aanval                  |                        |      |        |                 |
| 8                       | Mariona Caldentey      | 61   | 20     | Barcelona       |
| 9                       | Esther González        | 43   | 26     | Gotham FC       |
| 10                      | Jennifer Hermoso       | 105  | 51     | Pachuca         |
| 15                      | Eva Navarro            | 15   | 3      | Atlético Madrid |
| 17                      | Alba Redondo           | 34   | 14     | Levante         |
| 18                      | Salma Paralluelo       | 15   | 8      | Barcelona       |
| 22                      | Athenea del Castillo   | 31   | 7      | Real Madrid     |
| Bondscoach: Montse Tomé |                        |      |        |                 |

### Wereldkampioenschap
| Selectie van Spanje bij het Wereldkampioenschap 2015 | Selectie van Spanje bij het Wereldkampioenschap 2015 | Selectie van Spanje bij het Wereldkampioenschap 2015 | Selectie van Spanje bij het Wereldkampioenschap 2015 | Selectie van Spanje bij het Wereldkampioenschap 2015 |
| №                                                    | Naam                                                 | Wed.                                                 | Dlpnt.                                               | Club                                                 |
| ---------------------------------------------------- | ---------------------------------------------------- | ---------------------------------------------------- | ---------------------------------------------------- | ---------------------------------------------------- |
| Doel                                                 |                                                      |                                                      |                                                      |                                                      |
| 1                                                    | Ainhoa Tirapu                                        |                                                      |                                                      | Athletic Bilbao                                      |
| 13                                                   | Lola Gallardo                                        |                                                      |                                                      | Atlético de Madrid                                   |
| 23                                                   | Sandra Paños                                         |                                                      |                                                      | UD Levante                                           |
| Verdediging                                          |                                                      |                                                      |                                                      |                                                      |
| 2                                                    | Celia Jiménez                                        |                                                      |                                                      | Alabama University                                   |
| 3                                                    | Leire Landa                                          |                                                      |                                                      | FC Barcelona Femení                                  |
| 4                                                    | Melanie Serrano                                      |                                                      |                                                      | FC Barcelona Femení                                  |
| 5                                                    | Ruth García                                          |                                                      |                                                      | FC Barcelona Femení                                  |
| 16                                                   | Ivana Andrés                                         |                                                      |                                                      | Valencia CF                                          |
| 17                                                   | Elisabet Ibarra                                      |                                                      |                                                      | Athletic Bilbao                                      |
| 18                                                   | Marta Torrejón                                       |                                                      |                                                      | FC Barcelona Femení                                  |
| 20                                                   | Irene Paredes                                        |                                                      |                                                      | Athletic Bilbao                                      |
| Middenveld                                           |                                                      |                                                      |                                                      |                                                      |
| 6                                                    | Virginia Torrecilla                                  |                                                      |                                                      | FC Barcelona Femení                                  |
| 9                                                    | Verónica Boquete                                     |                                                      |                                                      | 1. FFC Frankfurt                                     |
| 10                                                   | Jennifer Hermoso                                     |                                                      |                                                      | FC Barcelona Femení                                  |
| 14                                                   | Vicky Losada                                         |                                                      |                                                      | Arsenal LFC                                          |
| 15                                                   | Silvia Meseguer                                      |                                                      |                                                      | Atlético Madrid                                      |
| 21                                                   | Alèxia Putellas                                      |                                                      |                                                      | FC Barcelona Femení                                  |
| 22                                                   | Amanda Sampedro                                      |                                                      |                                                      | Atlético Madrid                                      |
| Aanval                                               |                                                      |                                                      |                                                      |                                                      |
| 7                                                    | Natalia Pablos                                       |                                                      |                                                      | Arsenal LFC                                          |
| 8                                                    | Sonia Bermúdez                                       |                                                      |                                                      | FC Barcelona Femení                                  |
| 11                                                   | Priscila Borja                                       |                                                      |                                                      | Atlético de Madrid                                   |
| 12                                                   | Marta Corredera                                      |                                                      |                                                      | FC Barcelona Femení                                  |
| 19                                                   | Erika Vázquez                                        |                                                      |                                                      | Athletic Bilbao                                      |
| Bondscoach: Ignacio Quereda                          |                                                      |                                                      |                                                      |                                                      |

| Selectie van Spanje bij het Wereldkampioenschap 2019 | Selectie van Spanje bij het Wereldkampioenschap 2019 | Selectie van Spanje bij het Wereldkampioenschap 2019 | Selectie van Spanje bij het Wereldkampioenschap 2019 | Selectie van Spanje bij het Wereldkampioenschap 2019 |
| №                                                    | Naam                                                 | Wed.                                                 | Dlpnt.                                               | Club                                                 |
| ---------------------------------------------------- | ---------------------------------------------------- | ---------------------------------------------------- | ---------------------------------------------------- | ---------------------------------------------------- |
| Doel                                                 |                                                      |                                                      |                                                      |                                                      |
| 1                                                    | Dolores Gallardo                                     | 0                                                    | 0                                                    | Atlético Madrid                                      |
| 13                                                   | Sandra Paños                                         | 4                                                    | −4                                                   | Barcelona                                            |
| 23                                                   | María Asunción Quiñones                              | 0                                                    | 0                                                    | Real Sociedad                                        |
| Verdediging                                          |                                                      |                                                      |                                                      |                                                      |
| 2                                                    | Celia Jiménez                                        | 1                                                    | 0                                                    | OL Reign                                             |
| 3                                                    | Leila Ouahabi                                        | 2                                                    | 0                                                    | Barcelona                                            |
| 4                                                    | Irene Paredes                                        | 4                                                    | 0                                                    | Paris Saint-Germain                                  |
| 5                                                    | Ivana Andrés                                         | 0                                                    | 0                                                    | Levante                                              |
| 7                                                    | Marta Corredera                                      | 4                                                    | 0                                                    | Levante                                              |
| 8                                                    | Marta Torrejón                                       | 2                                                    | 0                                                    | Barcelona                                            |
| 16                                                   | María Pilar León                                     | 4                                                    | 0                                                    | Barcelona                                            |
| 20                                                   | Andrea Pereira                                       | 0                                                    | 0                                                    | Barcelona                                            |
| Middenveld                                           |                                                      |                                                      |                                                      |                                                      |
| 6                                                    | Victoria Losada                                      | 2                                                    | 0                                                    | Barcelona                                            |
| 11                                                   | Alèxia Putellas                                      | 4                                                    | 0                                                    | Barcelona                                            |
| 12                                                   | Patricia Guijarro                                    | 3                                                    | 0                                                    | Barcelona                                            |
| 14                                                   | Virginia Torrecilla                                  | 4                                                    | 0                                                    | Montpellier                                          |
| 15                                                   | Silvia Meseguer                                      | 1                                                    | 0                                                    | Atlético Madrid                                      |
| 18                                                   | Aitana Bonmatí                                       | 2                                                    | 0                                                    | Barcelona                                            |
| 19                                                   | Amanda Sampedro                                      | 1                                                    | 0                                                    | Atlético Madrid                                      |
| 21                                                   | Andrea Falcón                                        | 2                                                    | 0                                                    | Atlético Madrid                                      |
| Aanval                                               |                                                      |                                                      |                                                      |                                                      |
| 9                                                    | Mariona Caldentey                                    | 4                                                    | 0                                                    | Barcelona                                            |
| 10                                                   | Jennifer Hermoso                                     | 4                                                    | 3                                                    | Atlético Madrid                                      |
| 17                                                   | Lucía García                                         | 4                                                    | 1                                                    | Atlético Madrid                                      |
| 22                                                   | Nahikari García                                      | 4                                                    | 0                                                    | Real Sociedad                                        |
| Bondscoach: Jorge Vilda                              |                                                      |                                                      |                                                      |                                                      |

| Selectie van Spanje bij het Wereldkampioenschap 2023 | Selectie van Spanje bij het Wereldkampioenschap 2023 | Selectie van Spanje bij het Wereldkampioenschap 2023 | Selectie van Spanje bij het Wereldkampioenschap 2023 | Selectie van Spanje bij het Wereldkampioenschap 2023 |
| №                                                    | Naam                                                 | Wed.                                                 | Dlpnt.                                               | Club                                                 |
| ---------------------------------------------------- | ---------------------------------------------------- | ---------------------------------------------------- | ---------------------------------------------------- | ---------------------------------------------------- |
| Doel                                                 |                                                      |                                                      |                                                      |                                                      |
| 1                                                    | María Isabel Rodríguez                               | 17                                                   | 0                                                    | Real Madrid                                          |
| 13                                                   | Enith Salón                                          | 2                                                    | 0                                                    | Valencia                                             |
| 23                                                   | Catalina Coll                                        | 4                                                    | 0                                                    | Barcelona                                            |
| Verdediging                                          |                                                      |                                                      |                                                      |                                                      |
| 2                                                    | Ona Batlle                                           | 37                                                   | 0                                                    | Barcelona                                            |
| 4                                                    | Irene Paredes                                        | 97                                                   | 11                                                   | Barcelona                                            |
| 5                                                    | Ivana Andrés                                         | 51                                                   | 0                                                    | Real Madrid                                          |
| 12                                                   | Oihane Hernández                                     | 14                                                   | 0                                                    | Real Madrid                                          |
| 14                                                   | Laia Codina                                          | 9                                                    | 2                                                    | Barcelona                                            |
| 19                                                   | Olga Carmona                                         | 30                                                   | 3                                                    | Real Madrid                                          |
| 20                                                   | Rocío Gálvez                                         | 11                                                   | 0                                                    | Real Madrid                                          |
| Middenveld                                           |                                                      |                                                      |                                                      |                                                      |
| 3                                                    | Teresa Abelleira                                     | 22                                                   | 2                                                    | Real Madrid                                          |
| 6                                                    | Aitana Bonmatí                                       | 54                                                   | 19                                                   | Barcelona                                            |
| 7                                                    | Irene Guerrero                                       | 25                                                   | 5                                                    | Atlético Madrid                                      |
| 11                                                   | Alèxia Putellas                                      | 109                                                  | 28                                                   | Barcelona                                            |
| 16                                                   | María Pérez                                          | 5                                                    | 0                                                    | Barcelona                                            |
| 21                                                   | Claudia Zornoza                                      | 13                                                   | 0                                                    | Real Madrid                                          |
| Aanval                                               |                                                      |                                                      |                                                      |                                                      |
| 8                                                    | Mariona Caldentey                                    | 61                                                   | 20                                                   | Barcelona                                            |
| 9                                                    | Esther González                                      | 43                                                   | 26                                                   | Gotham FC                                            |
| 10                                                   | Jennifer Hermoso                                     | 105                                                  | 51                                                   | Pachuca                                              |
| 15                                                   | Eva Navarro                                          | 15                                                   | 3                                                    | Atlético Madrid                                      |
| 17                                                   | Alba Redondo                                         | 34                                                   | 14                                                   | Levante                                              |
| 18                                                   | Salma Paralluelo                                     | 15                                                   | 8                                                    | Barcelona                                            |
| 22                                                   | Athenea del Castillo                                 | 31                                                   | 7                                                    | Real Madrid                                          |
| Bondscoach: Jorge Vilda                              |                                                      |                                                      |                                                      |                                                      |